# Burkhard Pechmann
Burkhard Pechmann (* 1957) ist ein evangelischer Theologe, Pfarrer der Evangelisch-Lutherischen Landeskirche Hannovers, Altenheim-Seelsorger und Buchautor.

## Leben
Pechmann arbeitete nach seinem Studium als Pastor in verschiedenen Kirchengemeinden, darunter in der Gemeinde St. Petri in Hannover-Döhren. 2003 wechselte er in die Altenheimseelsorge, wirkte seitdem in der Bugenhagen-Gemeinde in der Südstadt von Hannover sowie der Gemeinde der Melanchthon-Kirche im Stadtteil Bult. In diesem Gebiet wurden zeitweilig vier große Alten- und Pflegeheime betrieben; das GDA-Wohnstift am Döhrener Turm, das DRK-Altenzentrum an der ehemaligen Elkartallee, die Gustav-Brandt’sche Stiftung am Bischofsholer Damm sowie – in dessen Nachbarschaft – das Stift zum Heiligen Geist.

## Schriften (Auswahl)
- Durch die Wintermonate des Lebens. Seelsorge für alte Menschen, 1. Auflage, Gütersloh: Gütersloher Verlags-Haus, 2007, ISBN 978-3-579-05599-2; Inhaltstext
- Rückzug und Aufbruch. Seelsorgliche Hinführungen zu Menschen im Alter, Leipzig: Evangelische Verlags-Anstalt, 2009, ISBN 978-3-374-02720-0; Inhaltsverzeichnis
- Der Herr ist meine Zuversicht, [Norderstedt]: Agentur des Rauhen Hauses Hamburg, 2011, ISBN 978-3-7600-8149-6; Inhaltstext
- Altenheimseelsorge. Gemeinden begleiten Menschen im Alter und mit Demenz (= Gemeindearbeit praktisch, Band 4), [Norderstedt]: Agentur des Rauhen Hauses Hamburg; Göttingen: Vandenhoeck & Ruprecht, 2011, ISBN 978-3-525-58022-6 und ISBN 3-525-58022-3 sowie ISBN 978-3-7600-6424-6 oder ISBN 978-3-525-58181-0; Inhaltsverzeichnis